# Cyperus pulguerensis
Cyperus pulguerensis är en halvgräsart som beskrevs av Mark T. Strong. Cyperus pulguerensis ingår i släktet papyrusar, och familjen halvgräs.
Artens utbredningsområde är Puerto Rico. Inga underarter finns listade i Catalogue of Life.